# Kōhei Isa
Kōhei Isa (伊佐 耕平?, Isa Kōhei; Hyōgo, 23 novembre 1991) è un calciatore giapponese, attaccante dell'Oita Trinita.

## Palmarès

### Club

#### Competizioni nazionali
- J3 League: 1

Oita Trinita: 2016